# 李维建
李维建（1956年—），湖南南县人，汉族，中华人民共和国政治人物、第十二届全国人民代表大会湖南地区代表。
毕业于西安交通大学高电压专业。加入中国共产党。担任湖南省电力公司总经理。2008年起担任全国人大代表。2013年，担任全国人大代表。